# Municipio de Lodi (Míchigan)
El municipio de Lodi (en inglés: Lodi Township) es un municipio ubicado en el condado de Washtenaw en el estado estadounidense de Míchigan. En el año 2010 tenía una población de 6058 habitantes y una densidad poblacional de 67,89 personas por km².

## Geografía
El municipio de Lodi se encuentra ubicado en las coordenadas 42°13′9″N 83°51′5″O / 42.21917, -83.85139. Según la Oficina del Censo de los Estados Unidos, el municipio tiene una superficie total de 89.23 km², de la cual 88.76 km² corresponden a tierra firme y (0.53%) 0.48 km² es agua.

## Demografía
Según el censo de 2010, había 6058 personas residiendo en el municipio de Lodi. La densidad de población era de 67,89 hab./km². De los 6058 habitantes, el municipio de Lodi estaba compuesto por el 90.29% blancos, el 2.41% eran afroamericanos, el 0.3% eran amerindios, el 2.69% eran asiáticos, el 0.08% eran isleños del Pacífico, el 1.4% eran de otras razas y el 2.82% pertenecían a dos o más razas. Del total de la población el 5.02% eran hispanos o latinos de cualquier raza.